# Lago Argentino
Der Lago Argentino ist ein See im südlichen Argentinien (Provinz Santa Cruz). Mit einer etwa dreifachen Größe des Bodensees ist er der größte See in Argentinien; er ist über 15.000 Jahre alt. Er wird von mehreren Gletschern gespeist, darunter dem größten Gletscher von Südamerika, dem Upsala-Gletscher und dem bekanntesten, dem Perito-Moreno-Gletscher. Der See entwässert über den Río Santa Cruz in den Atlantik.

## Gletscher
Das westliche Ende des dort stark verzweigten Sees reicht bis in die Anden. Die Gletscherzungen des südlichen Eisfeldes münden an mehreren Stellen in den See.
Weltberühmt ist der Perito-Moreno-Gletscher, von dessen etwa 50 Meter hohen Gletscherfront riesige Eisberge in den See abbrechen. In manchen Jahren teilt die Gletscherzunge einen Teil des Sees ab. Dann staut sich der eine Teil auf, bis der Druck der Wassermassen zu groß wird und die Gletscherzunge in einem wilden Spektakel zerbirst (zuletzt März 2018). Der See ist Teil des Nationalparks Los Glaciares.

## Lage
Die Ostseite des Sees verliert sich in den weiten Ebenen Patagoniens.
Wichtigste Stadt am Seeufer ist El Calafate. Die Bewohner leben von den Touristen, die den kalbenden Gletscher besichtigen möchten.
Der See liegt zwischen dem 50. und 51. südlichen Breitengrad und dem 72. und 73. Längengrad.

## Geschichte
Entdeckt wurde der Lago Argentino vom Seemann Valentin Feilberg, der 1873 an den See kam. Er hielt ihn jedoch für den Lago Viedma, der fast 100 Jahre zuvor entdeckt wurde. Am 15. Februar 1877 kamen Perito Moreno und Carlos Moyano an den See. Moreno, der Namensgeber des gleichnamigen Gletschers, gab ihm den Namen „Lago Argentino“.